# Francisco Lomuto
Francisco Lomuto (Buenos Aires, 24 de noviembre de 1893 - Tortuguitas, 23 de diciembre de 1950) fue un director de orquesta, compositor y pianista argentino, considerado una importante figura dentro de la música tanguera.
Ocasionalmente utilizó el seudónimo Pancho Laguna.
Fue un músico muy prolífico en materia de grabaciones ya que entre 1922 y 1950 registró más de 950 obras. Entre las composiciones que realizó se destacan Muñequita, Sombras nada más, Cachadora, Dímelo al oído y Si soy así, algunas de las cuales fueron grabadas por Carlos Gardel.

## Primeros años
Nació en el barrio de Parque Patricios de la ciudad de Buenos Aires, era el mayor de los diez hijos del matrimonio de napolitanos formado por Víctor Lomuto y Rosalía Narducci (fallecida en marzo de 1945). Su familia estaba vinculada a la música: su padre era violinista y su madre pianista y su primera maestra de música; entre sus hermanos, Víctor Lomuto era bandoneonista y guitarrista e integró la orquesta con la que Manuel Pizarro viajó a Europa, donde pasó a residir; Enrique Lomuto era pianista, llegó a tener su propia orquesta y a registrar tangos en el disco y su hijo fue el bandoneonista, compositor y arreglador Daniel Lomuto. Otro hermano, Héctor Lomuto, formó el conjunto de jazz Héctor y su Jazz, que durante muchas temporadas trabajó en radio El Mundo, animó bailes e hizo numerosas grabaciones. Finalmente Oscar Lomuto, que era periodista y político ―llegó a ser secretario de Información durante la presidencia de Juan Domingo Perón (entre 1946 y 1955) y fue amigo personal del presidente―, escribió la letra de algunos tangos, entre ellos la de Nunca más.

## Sus comienzos con la música
Francisco Lomuto continuó estudiando música algún tiempo en el conservatorio Santa Cecilia y a edad temprana compuso el 606, el primero de sus tangos, cuyo nombre aludía a un medicamento utilizado para el tratamiento de enfermedades venéreas. Tango que pudo publicarlo por una colecta que le hicieron sus compañeros de trabajo, cuando era telegrafista. Le siguieron El inquieto, La rezongona, Riobamba y El chacotón que fueron grabados por el conjunto Ferrer-Filipotto, La rezongona y Los Dardanelos que registra su amigo Francisco Canaro en 1915 y La revoltosa que le graba Roberto Firpo en 1917. En 1918 consiguió que la actriz María Luisa Notar cante en el teatro San Martín, de Buenos Aires, el tango Muñequita, con letra de Adolfo Herschel, pieza que poco después fue grabada por Carlos Gardel y por la Orquesta Típica Select. Ese mismo año Canaro le graba Sin dejar rastros.
Su primer trabajo fue como radiotelegrafista del Ferrocarril Pacífico, luego trabajó en casas de música, tocando en el piano para ilustración de los clientes las piezas contenidas en nuevas partituras, fueran ellas de tango, jazz o cualquier otro género.
Para foguearse frente al público obtuvo permiso de su amigo Canaro para acompañarlo desde el piano en presentaciones que hacía en el cabaret Royal Pigall y poco después empezó a trabajar como solista y también en dúo con su hermano Enrique que tocaba el armonio, con quien llegó a trabajar en Radio Sudamericana. Mientras tanto seguía componiendo y así Roberto Firpo incorporó a su repertorio en 1920 sus obras Quinta esencia y Flor de campo y al año siguiente Sin amor.

## Sus conjuntos
En 1922 hizo su primera grabación de ocho temas ejecutados en dúo de pianos con Héctor Quesada: sus tangos Flor de campo, Sin amor, de Francisco y Juan Canaro La brisa, de Quesada Indio manso y De vez en cuando, de Flores La cautiva, de Vicente Greco La percanta está triste y de Enrique Delfino, La copa del olvido.
En el mismo año comenzó a realizar presentaciones en radio y formó un sexteto para actuar en los cruceros que hacía el buque Cap Polonio llevando turistas desde Brasil hasta el sur de Argentina. Más adelante usó el nombre del buque como título de uno de sus tangos. En el conjunto tocaban entre otros músicos los bandoneonistas Manuel Pizarro y Pedro Polito y los violinistas Agesilao Ferrazzano y Miguel Tanga.
En 1923 formó una orquesta con los bandoneonistas Vicente Romeo y Ángel Ramos, los violinistas Lorenzo Olivari y Esteban Rovati, el contrabajista Ángel Corleto y su hermano Enrique como pianista. Más adelante también se integraron Ricardo Luis Brignolo y Pedro Polito en bandoneón y Carmelo Mutarelli sustituyendo a Corleto en contrabajo. En las grabaciones colaboraron también el violinista Eduardo Armani en el violín, el bandoneonista Minotto Di Cicco y el pianista Alberto Castellanos. Ese año el conjunto hizo presentaciones en el teatro Empire.
En 1924 obtiene con su tango Pa' que te acordés , con letra de Andrés Lorenzo Seitún,el segundo premio en el primer concurso de tangos de la firma Max Glücksmann, detrás de Sentimiento gaucho de Francisco Canaro que logró el primer premio. A todo esto hay una nueva grabación de Gardel de un tango de Lomuto, es de Nunca más con letra de Oscar Lomuto. Durante 1925 atiende dos orquestas al mismo tiempo para actuaciones en los bailes de Carnaval en el teatro Ópera y presentaciones en el Pabellón de las Rosas y en el elegante Club Mar del Plata.

## La Típica y Jazz Band
La difusión en los años '20 del jazz en la Argentina hizo nacer algunos conjuntos de jazz y también que otros que hasta ese momento se habían dedicado al tango incorporaran nuevos instrumentos y nuevas obras a su repertorio dando lugar al inicio de la orquesta que llamaban Típica y Jazz Band. Así con clarinete, saxofón, pistón, trompeta, batería, etc. obtenían el nuevo sonido que les permitían ejecutar las piezas de jazz que habían incorporado al repertorio. Por ese camino fueron Francisco Canaro, Elpidio Fernández, Roberto Firpo y el mismo Lomuto, quien fue elegido para animar el segundo certamen de Glüksmann anunciado como de Típica y Jazz Band porque comprendía uno de tango y otro de shimmy.
En 1926 nueva grabación de Gardel: su tango Rosas rojas con letra de Andrés Seitún. Por su parte Lomuto registraba una placa que tenía en un lado Choo-choo, un foxtrot de Duke Ellington y del otro Recuerdo gaucho, un tango de Domingo Fortunato, y otro con los foxtrots Barcelona y Yo amo a mi nena.

## La incorporación de Daniel Álvarez
En 1926 debutó el bandoneonista Daniel Sardina Álvarez reemplazando a Ricardo Brignolo y tuvo una decisiva influencia en el estilo de la orquesta pues le imprime el sello de su ritmo hasta su alejamiento en 1933. Ese año el sello Odeón abandonó el sistema de grabación acústico para reemplazarlo por el eléctrico. En la orquesta estaban los bandoneonistas Luis Cuchara Zinkes y Haroldo Ferrero, los violinistas Leopoldo el Mujic Schiffrin, Armando Gutiérrez y Carlos Taverna, el pianista Oscar Napolitano, el contrabajista Alfredo Sciarreta, el clarinetista Carmelo Águila, el pistonista venezolano Natalio Nappe y el baterista Desio Cillotta, cuyo verdadero nombre era Desio Salvador Culotta. Alternaban los cantores Antonio Rodríguez Lesende, Charlo y El Príncipe Azul.
En 1931 Lomuto inició sus grabaciones en el sello RCA Victor cuando se había retirado Haroldo Ferrero e incorporado en cambio los bandoneonistas Américo Figazza Fígola y Jorge Argentino Fernández. En la misma época Álvarez toma a su cargo algunos arreglos, que hasta ese momento venía haciendo solamente Carmelo Napolitano. Las primeras grabaciones para Víctor incluyen la ranchera De pura cepa y el tango de Lomuto Nunca más, cantados a dúo por Alberto Acuña y Fernando Díaz. Este último se integró como ningún otro a la modalidad de la orquesta e impuso la mayoría de los éxitos del repertorio cantado de la misma.
La orquesta de Lomuto era muy apreciada por la alta sociedad, lo que hizo que fuera requerida en sus sitios de reunión tales como el Club Progreso, Club Mar del Plata y Escuela Naval. Actuó además en el Teatro Coliseo, el Hotel París, el Teatro Variedades, el Club Náutico, el Teatro Boedo y el Rivera Indarte de la ciudad argentina de Córdoba. Ya en 1932, Lomuto tuvo algunos cambios en la orquesta que actuó en la fiesta de «La evolución del tango», realizada en Mar del Plata: el bandoneonista Mauro Scavone reemplazó a Fernández y se agregaron Dante Napolitano en violín y Gauderico Clemens en piano.
Ese mismo año Lomuto musicalizó en el mes de septiembre la obra La vuelta de Miss París de Antonio Botta, representada en el teatro Smart de Buenos Aires por la compañóa encabezada por Pierina Dealessi y en la que la actriz Iris Marga estrenó el tango Papanata de Lomuto y Botta y el cantor Fernando Díaz hizo lo mismo con el tango Aunque parezca mentira en cuya autoría Lomuto se escudaba tras el seudónimo de «Pancho Laguna» como antes lo había hecho para el tango Cachadora. En esa sala la misma compañía representó luego La gran milanesa nacional, otra obra de Botta.
En el Teatro Colón de Buenos Aires el conjunto participó junto con Pedro Maffia y Edgardo Donato de «La fiesta del tango», donde se consagraron los tangos Ventarrón (con letra de José Horacio Staffolani y música de Pedro Maffia) y El huracán.
En 1933 volvió al Smart con otra pieza de Botta titulada Descanso dominical y con la misma compañía teatral. En esa pieza se estrenaron la marcha La canción del deporte y el tango Si soy así, ambos con música de Lomuto y letra de Botta. Este tango tuvo gran éxito y fue grabado ese año en la voz de Fernando Díaz y también registrado por Gardel.

## Incorporación de Martín Darré
Cuando Daniel Álvarez se marchó para formar su propio conjunto lo sustituye como primer bandoneón y arreglador el talentoso Martín Darré, quien modificó la modalidad de la orquesta, produjo arreglos más elaborados y una integración más perfecta de las «cañerías» con los demás instrumentos. La orquesta formada por 25 músicos animó los bailes de Carnaval en el teatro Broadway, hizo presentaciones en el Club Mar del Plata, intervino en el espectáculo teatral codirigido por Lomuto y Juan Sarciones titulado Su majestad el tango en el teatro Monumental. Una gran orquesta con 106 músicos dirigidos alternadamente por Lomuto, Canaro, Firpo, Berto y Julio De Caro animaron los bailes de carnaval en el teatro Colón.
En 1934, además de animar los bailes de Carnaval en el teatro Broadway, Lomuto grabó con su orquesta y la voz de Fernando Díaz su tango Ceferino con letra de Miguel Coronato Paz y Chas de Cruz destinado a una popular audición radial protagonizada por Enrique Muiño llamada Ceferino Siempreviva el marqués del gran boleto. Por otra parte, en un concurso de tangos que se intercalaba en la comedia musical La canción de los barrios que animaba Canaro en el teatro Sarmiento, el tango Churrasca con música y letra de Lomuto (aunque firmada esta última como «Pancho Laguna») ganó el primer premio. Ese mismo año Mercedes Simone grabó uno de sus tangos que perdurarían en el tiempo: Dímelo al oído.
En 1935 se incorpora a la orquesta el cantor Jorge Omar, cuyo verdadero nombre era Juan Manuel Ormaechea, debutando en una audición que se transmitía en simultáneo por radio Splendid, Stentor y Belgrano. Omar logra una gran integración en sus dúos con Fernando Díaz y que se destacaría por su sobriedad expresiva y su medio tono intimista. Ocasionalmente también actuaban las cantantes Dinah Lang ―cuyo verdadero nombre era Julia Emma López Rocca― y Celly Briand, en temas de música brasileños y tropicales.
En 1936, la formación de la orquesta era la siguiente:
- Bandoneones: Martín Darré, Américo Fígola, Luis Zinkes y Víctor Lomuto.
- Violines: Leopoldo Schiffrin, Armando Gutiérrez y Carlos Taverna
- Piano: Oscar Napolitano.
- Bajo: Hamlet Greco.
- Trompeta y pistón: Cándido Borrajo.
- Clarinetes y saxos: Carmelo Águila y Primo Staderi.
- Batería y percusión: Desio Cilotta.
- Cantores: Fernando Díaz y Jorge Omar.

En 1936 la orquesta participó en el Luna Park junto a Julio de Caro, Osvaldo Fresedo y Miguel Padula en el primer homenaje que se realizó a Carlos Gardel. El mismo año su orquesta se unió a un conjunto gigante formado además con los integrantes de las orquestas de José Canaro, Julio de Caro, Edgardo Donato y Ricardo Tanturi, con los que alternaba la dirección, en la fiesta Shell Mex por Radio El Mundo. Participó asimismo junto a la orquesta de jazz de Eduardo Armani en la animación de bailes realizados durante el gobierno de Agustín Pedro Justo en la residencia presidencial. En 1937 participó junto al dúo cómico Buono-Striano en un festival artístico realizado en el cine Medrano en el barrio porteño de Almagro y animó bailes de Carnaval en el teatro Broadway.
En los años siguientes continuó la actividad de la orquesta registrándose algunos cambios en la misma. En 1947 realizó una gira por España llevando como cantante a Chola Luna y debutó el 1 de mayo en el teatro Fontova de Madrid. A su regreso formó su última orquesta que fue la mejor, la más evolucionada y afiatada. La componían:
- Bandoneones: Federico Scorticati, Alfredo Cordisco, Manuel Álvarez y Domingo Greco.
- Violines: Carlos Taverna, Ernesto Gianni, José Carli y Otelo Gasparini.
- Piano: Juan Carlos Howard.
- Contrabajo: Alberto Celenza.
- Cantores: Alberto Rivera y Miguel Montero.

Con esta orquesta reanudó sus grabaciones el 6 de octubre de 1949 con una nueva versión de su tango Muñequita y el 27 de octubre de 1950 hizo su último registro con Tarde y Alma en pena.

## Valoración
Lomuto era alto, corpulento, con cejas pobladas y enormes manos con dedos rechonchos. Usaba habitualmente lentes sin armazón y en sus manos se veía con frecuencia el cigarrillo en la punta de una fina boquilla. Era una persona de trato afable, siempre sonriente que supo combinar sus calidades de músico con las de hábil empresario.
Fue un músico muy responsable que, reconociendo los límites de su técnica, tempranamente, dejó de tocar el piano para dedicarse exclusivamente a la función de director de orquesta y que, por otra parte, se preocupó de tener a su lado excelentes arregladores como Oscar Napolitano y Martín Darré.

## Actividad gremial
Participó en 1918 junto con Francisco Canaro en el grupo creador de una entidad que nació en respuesta a la creciente industria de las ediciones piratas de partituras. En 1936, como resultado de la fusión de las dos entidades que existían, nació SADAIC (Sociedad Argentina de Autores y Compositores de Música), dedicada a la defensa de los derechos de autores, compositores y editores de música. Francisco Lomuto fue elegido presidente de la misma.
Falleció en forma súbita en la localidad de Tortuguitas (a 45 km al noroeste de la ciudad de Buenos Aires), el 23 de diciembre de 1950.

## Obras
- Ahora que estamos solos (letra de Antonio Botta e Ivo Pelay).
- Amargor (letra de Claudio Frollo).
- Arroz con leche (música de Daniel Lomuto y letra de Francisco Lomuto).
- Ay, mi nena (vals, letra de Antonio Botta).
- Cachadora (música y letra).
- Callecita de mi novia (letra de Antonio Botta).
- Candombe criollo (milonga, letra de Francisco Canaro y música de Francisco Lomuto).
- Cap Polonio
- Churrasca (música y letra).
- Cofre de mis recuerdos (letra de Antonio Botta e Ivo Pelay).
- Después arreglamos (letra y música).
- Dice una canción (letra de Antonio Botta e Ivo Pelay).
- Dímelo al oído (letra y música).
- El colmado (letra de Antonio Botta e Ivo Pelay).
- El día que te fuiste (vals, letra y música).
- El picaflor (letra de Enrique Cadícamo).
- En la palmera (ranchera, música y letra).
- En la tranquera o A Mar del Plata yo me quiero ir (ranchera letra de Charlo).
- Has muerto para mi (letra de Carlos Pesce).
- La canción del deporte (marcha, letra de Antonio Botta).
- La revoltosa
- La rezongona (instrumental).
- Mala suerte (letra de Francisco Gorrindo).
- Martina
- Me llaman el solitario (letra de Enrique Cadícamo).
- Mis amigos de ayer (letra de José María Contursi).
- Muchachita del campo (letra de Manuel Romero).
- Muñequita (letra de Adolfo Carlos Herschel).
- Negro lindo (letra de Lito Mas. Homenaje a Máximo Acosta).
- No cantes ese tango (instrumental).
- No sigas mis pasos (música de Antonio Botta y letra de Francisco Lomuto).
- Nunca más (letra de Oscar Lomuto).
- Pa’ que te acordés (instrumental).
- Papanata (letra de Antonio Botta).
- Propina (letra de Antonio Botta).
- Qué lindo es amar (letra y música).
- Riobamba (letra y música).
- Si dejaras de quererme (letra y música).
- Si soy así (letra de Antonio Botta).
- Si tú supieras (letra de Antonio Botta).
- Sombras nada más (letra de José María Contursi).
- Soñador (letra de Antonio Botta).
- Tango amigo (letra de Manuel Romero).
- Tierra de fuego (letra y música).
- Varón (milonga, letra de Celedonio Flores).
- Velocidad (letra de Antonio Botta).
- Vivelod (letra y música).
- Yo no te he dado riquezas (letra de Enrique Cadícamo).

## Filmografía

### Compositor de la banda de sonido
- 1931: Muñequitas porteñas (varios temas musicales), dirigida por José Agustín Ferreyra.
- 1937: Melgarejo, comedia familiar dirigida por Luis José Moglia Barth. Aparece con su orquesta.
- 1937: Papá Chirola, dirigida por Edmo Cominetti.
- 1938: La rubia del camino (varios temas musicales), comedia dirigida por Manuel Romero. Aparece con su orquesta.
- 1939: Muchachas que estudian, dirigida por Manuel Romero.
- 1965: Un callejón sin salida, musical, policial.
- 1966: Los tres salvajes, película de vaqueros.
- 2002: Así son ellas, un episodio de televisión.

### Actor
- 1935: El alma del bandoneón (en inglés The soul of the accordion), dirigida por Mario Sóffici.